# Plaine des Papayes
Plaine des Papayes – miasto na Mauritiusie; w dystrykcie Pamplemousses. Według danych szacunkowych, w 2014 roku liczyło 7773 mieszkańców